# McGuire Sisters
McGuire Sisters (Сёстры Макгуа́йр) — вокальное трио, состоявшее из трёх сестёр Кристин, Дороти и Филлис Макгуайр, одна из самых популярных вокальных групп 1950-х годов.
Самые известные песни группы — «Sincerely» (золотой диск за продажи в более чем миллионе экземпляров) и, конечно, их самый большой хит «Sugartime» (золотой диск, десять недель на первом месте «Билборда» в 1955 году). Всего за их музыкальную карьеру шесть пластинок группы становились золотыми.
Успех же пришёл к ним несколькими годами ранее, в 1952 году, когда они успешно прошли прослушивание для участия в телевизионной передаче «Arthur Godfrey's Talent Scouts», после выступления на которой они стали часто выступать на телевидении в различных телепередачах.
Группа была известна своими многоголосными вокальными гармониями, а визуально отличалась тем, что все три сестры были одеты одинаково и имели одинаковыми причёски. Сёстры сами песен не писали, и все их песни были каверами на уже исполнявшееся другими артистами.

## Состав
- Кристин Макгуайр (англ. Christine McGuire, 30 июля 1926 — 28 декабря 2018)
- Дороти Макгуайр (англ. Dorothy McGuire, 13 февраля 1928 — 7 сентября 2012)
- Филлис Макгуайр (англ. Phyllis McGuire, 14 февраля 1931 — 1 января 2021)

## Дискография
См. «McGuire Sisters § Discography» в англ. разделе.